# Endomychinae
Sous-famille
Synonymes
- Endomychini

Les Endomychinae sont une sous-famille de coléoptères de la famille des Endomychidae. Ce sont des coléoptères associés aux champignons.

## Genres
Bolbomorphus - Cyclotoma - Endomychus - Eucteanus - Meilichius